# Soliperla salish
Soliperla salish är en bäcksländeart som beskrevs av Bill P.Stark och Gustafson 2004. Soliperla salish ingår i släktet Soliperla och familjen Peltoperlidae. Inga underarter finns listade i Catalogue of Life.